# Distrito de Maniwa
El distrito de Maniwa (真庭郡 Maniwa-gun?) es un distrito localizado en la prefectura de Okayama, Japón. En junio de 2019 tenía una población estimada de 816 habitantes y una densidad de población de 12,2 personas por km². Su área total es de 67,11 km².

## Localidades
- Shinjō